# The Love Bandit
The Love Bandit er en amerikansk stumfilm fra 1924 af Dell Henderson.

## Medvirkende
- Doris Kenyon som Amy Van Clayton
- Victor Sutherland som Jim Blazes
- Cecil Spooner som Madge Dempsey
- Lorenza Valentine som "Frenchie" Annie
- Jules Cowles som Henri Baribeau
- Gardner James som Frederick Van Clayton
- Christian J. Frank som Buck Ramsdell